# Belușia Guba
Belușia Guba (în rusă Белушья Губа) este o așezare de tip urban, capitala arhipelagului Novaia Zemlia care aparține Rusiei. Este un oraș agricol. Are 1000+ locuitori. Se află pe insula Iujnîi (Insula de sud) din cadrul arhipelagului.